# Katedralen i Chiclayo
Katedralen Santa María (spanska: Catedral de Santa María), även kallad Chiclayos katedral, är en romersk-katolsk domkyrka i Chiclayos stift i Peru. Katedralen är säte för biskopen i Chiclayos stift. Den är uppförd mellan åren 1869 och 1939 i nyklassicistisk stil.
Påve Leo XIV var mellan 2015 och 2023 biskop i Chiclayo och firade regelbundet mässan i katedralen.

## Historia
Byggnationen av katedralen påbörjades 1869 efter ritningar av Gustave Eiffel. 1871 avbröts byggnationen pågrund av ekonomisk brist. Arbetet påbörjades igen 1928 och katedralen färdigställdes 1939.
Katedralens huvudfasad består av de två klocktornen, samt tre portar av vilka porten i mitten är störst. Över fasadens gavel står en staty föreställande Santa María de los Valles de Chiclayo. Åt hennes ära grundade franciskanerna den moderna staden Chiclayo.
I katedralens torn finns totalt fyra kyrkklockor som bär namnen: "Ave Maria", "Asumpta", "Mater Dei" och "Gratia Plena". Klockorna göts i Tyskland.